# Deba-Messer

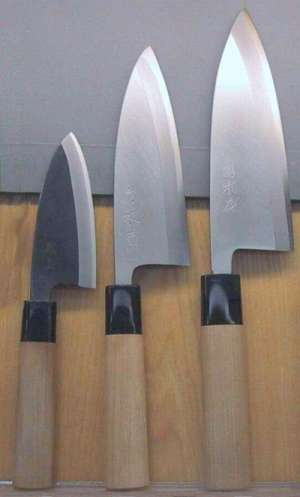
Typische Debas in verschiedenen Größen

Das Deba-Messer, das auf japanisch auch Hon-Deba (wörtlich: "echtes Deba") genannt wird, ist ein japanisches Küchenmesser (Hōchō), das traditionell zum Säubern und Filetieren ganzer Fische verwendet wird, aber auch zum Zerlegen und Zurichten von Geflügel und anderem Fleisch. Das beträchtliche Gewicht des Deba ist wünschenswert, denn mit dem stabilen Fersenteil des Messers lassen sich bei entsprechender Sorgfalt die Gräten von kleinen und mittelgroßen Fischen und Geflügel durchtrennen oder zerhacken. Auf Deutsch bedeutet Deba „vorstehende Klinge“.

## Form
Die Klinge kann bis zu 6 mm dick sein und erinnert von der Form her an ein traditionelles deutsches Kochmesser. Der Rücken des Deba verjüngt sich in der Länge erheblich, so dass die Spitze so dünn und empfindlich ist und der Benutzer spüren kann, ob sie die Gräten berührt oder nicht. Eine ideale Eigenschaft für ein Messer, das zum Filetieren verwendet wird. Die spitz zulaufende Klinge und der kräftige Griff des Deba sorgen für einen Gleichgewichtspunkt, der an der Ferse der Klinge liegt, was dazu führt, dass sich das kräftige Messer viel agiler anfühlt, als man erwarten würde. Die Kombination aus guter Gesamtbalance und dünner Klingenspitze ergibt ein Messer, das sich auch für filigrane Arbeiten erstaunlich gut eignet. Da in der japanischen Küche viele verschiedene Größen und Arten von Fisch und Meeresfrüchten verwendet werden, gibt es Deba in vielen verschiedenen Ausführungen und Größen. Es gibt mehrere Deba-Varianten, darunter das Mioroshi-deba (wörtlich: "Filetier-Deba"), das Ai-deba und das Aji-kiri oder Ko-deba (wörtlich: "kleines Deba").
Das klassische Hon-Deba Messer ist in der Regel in Klingenlängen zwischen 150 mm und 330 mm erhältlich, wobei die 180 mm langen Messer im Allgemeinen für den häuslichen Gebrauch und die etwas längeren Deba-Messer für professionelle Köche empfohlen werden.

## Handhabung
Das Deba wird häufig zum Halbieren von Fischköpfen verwendet, und mit der richtigen Technik lassen sich auch die Beine und Scheren von Krabben sicher entfernen, als auch aufbrechen und Fische mit der Ikejime-Technik töten. Wie bei allen Messern muss darauf geachtet werden, dass die Klinge nicht seitlich belastet wird (senkrecht zur Hauptachse oder Länge der Klinge), da dies zu Abplatzungen oder Rissen führen kann. Ein wenig Übung ist hilfreich, um ein Deba sachgerecht zu führen. Auf der ungeschliffenen glatten Seite ist meistens ein Hohlschliff aufgebracht, der die Klinge leicht aus der geraden Linie laufen lassen kann, weshalb es wichtig ist, dass Messer richtig anzusetzen, um beispielsweise beim Filetieren Ausreißungen am Schneidgut zu verhindern. Durch das hohe Eigengewicht muss der Koch selbst kaum Kraft aufwenden, um beispielsweise Fischgräten zu durchschlagen. Ein Teil der Hand ruht beim Deba-Messer auf dem Klingenrücken.